# Povodeň na Vltavě (1954)
Povodeň na Vltavě v roce 1954 způsobily počátkem července letní přívalové deště v povodí řeky Vltavy. Hlavní část srážek spadla mezi 5. a 8. červencem 1954 v oblasti Šumavy a Jižních Čech. 

## Průběh povodně
V povodí Otavy se jednalo o stoletou vodu a řeka zaplavila značnou část města Písek. Dále po proudu Vltavy byla povodňová vlna zpomalena právě dokončovanou vodní nádrží Slapy, která zachytila asi 90 milionů m3 vody. V Praze kulminovala Vltava dne 10. července 1954 a byl zde zaznamenám průtok 2275 m3/s.